# André Chambraud
André Chambraud, né le 5 octobre 1931 à Paris où il est mort le 5 mars 1994, est un journaliste français.

## Biographie
Passé par l'Agence France-Presse et L'Express, André Chambraud a été le rédacteur en chef-adjoint de l'hebdomadaire Le Point, chargé du service politique. À la suite d'un conflit avec le directeur de l'hebdomadaire, Claude Imbert, à propos de la ligne éditoriale, il donne sa démission en octobre 1982.
Il a dirigé ensuite la rédaction de France Inter avec Claude Sales.